# 宏華集團
宏華集團有限公司，簡稱宏華集團（英語：Honghua Group Limited，港交所：0196），於1997年由宏華實業、12名股東，包括張弭（董事長）等人創立，名為「川油广汉宏华有限责任公司」。
現時業務則在國內經營从事石油钻机、海洋工程及石油勘探开发装备的研究、设计、制造、总装成套，股份則在2008年3月7日於港交所主板上市，招股價為4.5港元，全球發售為8.3億股，集資額為37.4億港元。
現時總部位於中国四川省成都市金牛区信息园东路99号。

## 連結
- HH-gltd.com（页面存档备份，存于）